# Fred van der Werff

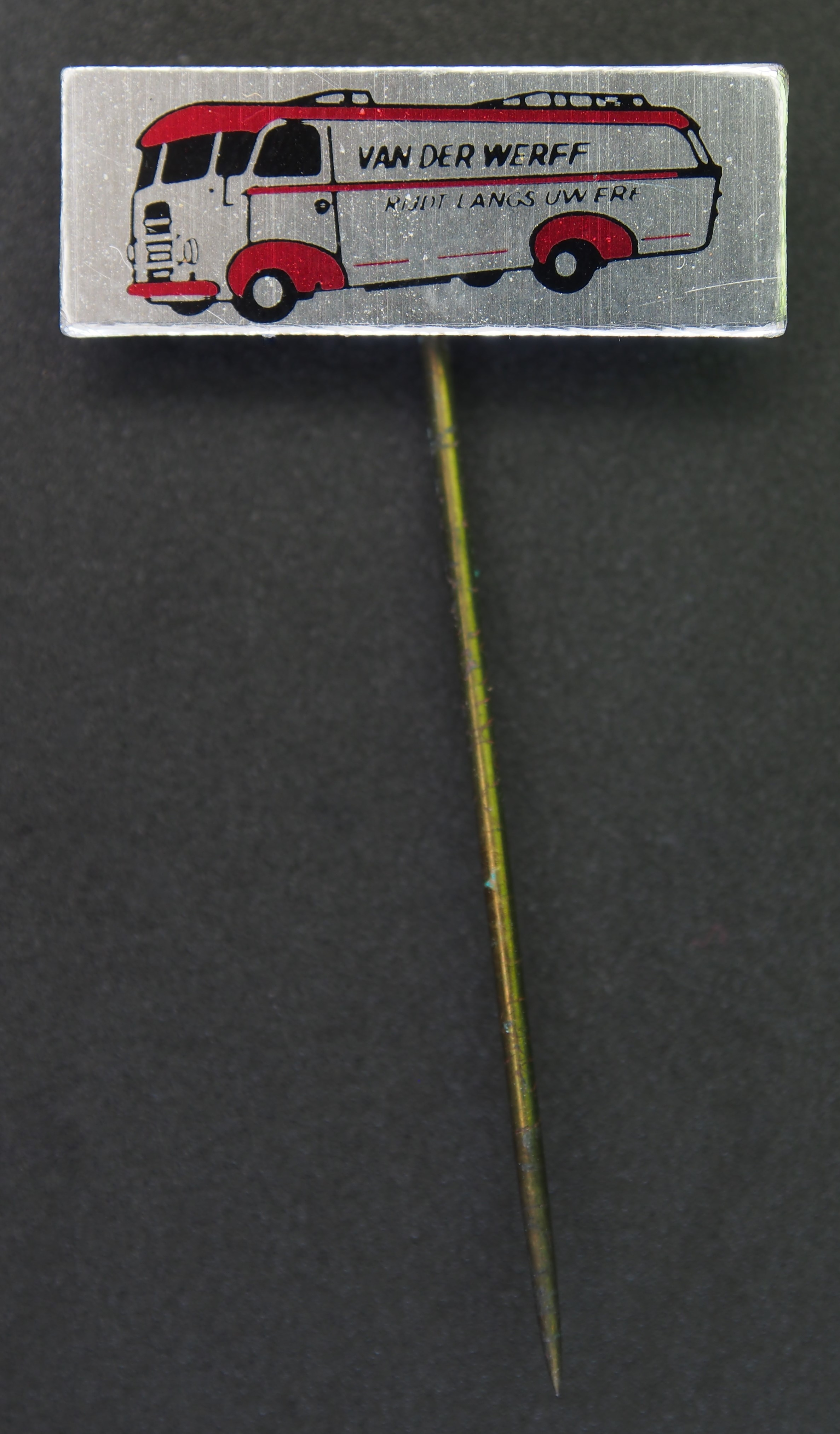
Speldje van Van der Werff

Fred van der Werff (Gelsenkirchen, 22 augustus 1915 - Haren, 20 januari 2006) was een Nederlands ondernemer, oprichter en naamgever van de gelijknamige supermarktketen. Op 20 januari 2006 overleed Van der Werff op 90-jarige leeftijd in zijn woonplaats Haren. 

## Supermarktketen
In 1931 opende Fred van der Werff, ooit begonnen met de verkoop van artikelen op een transportfiets, zijn eerste winkel in de stad Groningen. In de loop van de volgende jaren groeide het bedrijf uit tot een kleine keten van kruidenierszaken in onder andere Groningen, Haren en Winschoten. In 1951 opende Van der Werff in Winschoten de eerste zelfbedieningswinkel van Noord-Nederland. Een gouden zet, want het bedrijf groeide als kool. Van der Werff riep in 1976 de woede van kleine lokale winkeliers over zich af door in een advertentie foto's van panden te plaatsen met de boodschap dat het bedrijf nog steeds filialen zocht om uit te breiden. Vlak voor het einde van het concern waren er 33 filialen. In 1982 verkocht Van der Werff zijn keten. Het bedrijf bestond toen uit 67 winkels, waaronder 33 supermarkten en evenveel drankensupers onder de naam Cheerio. Het distributiecentrum in Leek ging ook over. De keten werd gekocht door familiebedrijf De Boer, die later weer opging in het Laurus-concern.

### Lijst van filialen
- Groningen Stoeldraaierstraat
- Groningen Johan de Wittstraat
- Groningen Overwinningsplein
- Groningen Eyssoniusstraat
- Groningen Wilhelminakade
- Haren Rijksstraatweg
- Zuidlaren Stationsweg
- Roden Heerestraat
- Leek De Dam
- Leek Industriepark
- Zuidhorn Dorpsvenne
- Delfzijl Kuilsburg
- Delfzijl De Vennen
- Bedum Noordwolderweg
- Uithuizen Blink
- Hoogezand Hoofdstraat
- Winschoten Burgemeester Schönfeldplein
- Oude Pekela De Helling
- Stadskanaal Menistenplein
- Musselkanaal Dirk De Ruiterstraat
- Ter Apel Markt
- Leeuwarden Voorstreek
- Leeuwarden Insulindestraat
- Drachten Oude Nering
- Surhuisterveen Gedempte Vaart
- Kollum Mr Andreaestraat
- Buitenpost Kerkstraat
- Dokkum Walddyk
- Gorredijk Formanjestrjitte
- Heerenveen Kuperusplein
- Lemmer Nieuwburen
- Harlingen Groen Van Prinstererstraat
- Zwaagwesteinde Leeuwerikstraat